# Žarko Knežević
Zarko Knezevic (Mojanovići, Montenegro; 17 de julio de 1947 - Belgrado, Serbia: 30 de octubre de 2020) fue un jugador de baloncesto serbio. Consiguió 3 medallas en competiciones internacionales con Yugoslavia. 